# Tony Awards 1999
Die Verleihung der 53. Tony Awards 1999 (53rd Annual Tony Awards) fand am 6. Juni 1999 im Gershwin Theatre in New York City statt. Die Veranstaltung hatte keinen festen Moderator, als Laudatoren fungierten Julie Andrews, Bea Arthur, Alec Baldwin, Christine Baranski, Matthew Broderick, Carol Burnett, Zoe Caldwell, Mario Cantone, Stockard Channing, Alan Cumming, Judi Dench, Brian Dennehy, Laurence Fishburne, Calista Flockhart, David Hare, William Hurt, Swoosie Kurtz, Angela Lansbury, Audra McDonald, Terrence McNally, Sarah Jessica Parker, David Hyde Pierce, Chita Rivera, Jason Robards, Christian Slater, Kevin Spacey und Scott Wolf. Ausgezeichnet wurden Theaterstücke und Musicals der Saison 1998/99, die am Broadway ihre Erstaufführung hatten. Die Preisverleihung wurde von Columbia Broadcasting System im Fernsehen übertragen.

## Hintergrund
Die Antoinette Perry Awards for Excellence in Theatre, oder besser bekannt als Tony Awards, werden seit 1947 jährlich in zahlreichen Kategorien für herausragende Leistungen bei Broadway-Produktionen und -Aufführungen der letzten Theatersaison vergeben. Zusätzlich werden verschiedene Sonderpreise, z. B. der Regional Theatre Tony Award, verliehen. Benannt ist die Auszeichnung nach Antoinette Perry. Sie war 1940 Mitbegründerin des wiederbelebten und überarbeiteten American Theatre Wing (ATW). Die Preise wurden nach ihrem Tod im Jahr 1946 vom ATW zu ihrem Gedenken gestiftet und werden bei einer jährlichen Zeremonie in New York City überreicht.

## Gewinner und Nominierte

### Theaterstücke
| Kategorie                            | Preisträger     | Theaterstück                        | Nominierungen |
| Bestes Theaterstück                  | Warren Leight   | Side Man                            | - Closer – Patrick Marber - The Lonesome West – Martin McDonagh - Not About Nightingales – Tennessee Williams                                                                        |
| Beste Wiederaufnahme Theaterstück    | Arthur Miller   | Death of a Salesman                 | - Electra – Sophocles - The Iceman Cometh – Eugene O’Neill - Twelfth Night – William Shakespeare                                                                                     |
| Bester Hauptdarsteller Theaterstück  | Brian Dennehy   | Death of a Salesman als Willy Loman | - Brían F. O’Byrne in The Lonesome West als Valene Connor - Corin Redgrave in Not About Nightingales als Bert "Boss" Whalen - Kevin Spacey in The Iceman Cometh als Theodore Hickman |
| Beste Hauptdarstellerin Theaterstück | Judi Dench      | Amy’s View als Esme Allen           | - Stockard Channing in The Lion in Winter als Eleanor of Aquitaine - Marian Seldes in Ring Round the Moon als Madame Desmermortes - Zoë Wanamaker in Electra als Electra             |
| Bester Nebendarsteller Theaterstück  | Frank Wood      | Side Man als Gene                   | - Kevin Anderson in Death of a Salesman als Biff - Finbar Lynch in Not About Nightingales als Jim Allison - Howard Witt in Death of a Salesman als Charley                           |
| Beste Nebendarstellerin Theaterstück | Elizabeth Franz | Death of a Salesman als Linda       | - Claire Bloom in Electra als Clytemnestra - Samantha Bond in Amy’s View als Amy Thomas - Dawn Bradfield in The Lonesome West als Girleen Kelleher                                   |
| Beste Theaterregie                   | Robert Falls    | Death of a Salesman                 | - Howard Davies – The Iceman Cometh - Garry Hynes – The Lonesome West - Trevor Nunn – Not About Nightingales                                                                         |

### Musicals
| Kategorie                       | Preisträger                                                                 | Musical                                                   | Nominierungen |
| Bestes Musical                  | Bob Fosse                                                                   | Fosse                                                     | - The Civil War - It Ain’t Nothin’ But the Blues - Parade |
| Beste Wiederaufnahme Musical    | Irving Berlin (Musik und Liedtexte) sowie Herbert und Dorothy Fields (Buch) | Annie Get Your Gun                                        | - Little Me - Peter Pan - You’re a Good Man, Charlie Brown |
| Bester Hauptdarsteller Musical  | Martin Short                                                                | Little Me als Noble Eggleston und Verschiedene Charaktere | - Brent Carver in Parade als Leo Frank - Adam Cooper in Swan Lake als The Swan - Tom Wopat in Annie Get Your Gun als Frank Butler |
| Beste Hauptdarstellerin Musical | Bernadette Peters                                                           | Annie Get Your Gun als Annie Oakley                       | - Carolee Carmello in Parade als Lucille Frank - Dee Hoty in Footloose als Vi Moore - Siân Phillips in Marlene als Marlene Dietrich |
| Bester Nebendarsteller Musical  | Roger Bart                                                                  | You’re a Good Man, Charlie Brown als Snoopy               | - Desmond Richardson in Fosse als Verschiedene Charaktere - Ron Taylor in It Ain’t Nothin’ But the Blues als Verschiedene Charaktere - Scott Wise in Fosse als Verschiedene Charaktere                                                                   |
| Beste Nebendarstellerin Musical | Kristin Chenoweth                                                           | You’re a Good Man, Charlie Brown als Sally Brown          | - Gretha Boston in It Ain’t Nothin’ But the Blues als Verschiedene Charaktere - Valarie Pettiford in Fosse als Verschiedene Charaktere - Mary Testa in On the Town als Madame Maude P. Dilly                                                             |
| Bestes Musicallibretto          | Alfred Uhry                                                                 | Parade                                                    | - Charles Bevel, Lita Gaithers, Randal Myler, Ron Taylor und Dan Wheetman – It Ain’t Nothin’ But the Blues - Pam Gems – Marlene - Dean Pitchford und Walter Bobbie – Footloose                                                                           |
| Beste Originalmusik             | Jason Robert Brown (Musik und Liedtexte)                                    | Parade                                                    | - Footloose – Tom Snow (Musik), Dean Pitchford (Liedtexte), Kenny Loggins, Eric Carmen, Sammy Hagar und Jim Steinman (Musik und Liedtexte) - The Civil War – Frank Wildhorn (Musik) und Jack Murphy (Liedtexte) - Twelfth Night – Jeanine Tesori (Musik) |
| Beste Musicalregie              | Matthew Bourne                                                              | Swan Lake                                                 | - Richard Maltby, Jr. und Ann Reinking – Fosse - Michael Mayer – You’re a Good Man, Charlie Brown - Harold Prince – Parade |

### Theaterstücke oder Musicals
| Kategorie            | Preisträger                       | Theaterstück bzw. Musical | Nominierungen                                                                                              |
| Bestes Bühnenbild    | Richard Hoover                    | Not About Nightingales    | - Bob Crowley – The Iceman Cometh - Bob Crowley – Twelfth Night - Ricardo Hernandez – Parade               |
| Beste Choreographie  | Matthew Bourne                    | Swan Lake                 | - Patricia Birch – Parade - Rob Marshall – Little Me - A. C. Ciulla – Footloose                            |
| Beste Kostüme        | Lez Brotherston                   | Swan Lake                 | - Santo Loquasto – Fosse - John David Ridge – Ring Round the Moon - Catherine Zuber – Twelfth Night        |
| Bestes Lichtdesign   | Andrew Bridge                     | Fosse                     | - Mark Henderson – The Iceman Cometh - Natasha Katz – Twelfth Night - Chris Parry – Not About Nightingales |
| Beste Orchestrierung | Ralph Burns und Douglas Besterman | Fosse                     | - David Cullen – Swan Lake - Don Sebesky – Parade - Harold Wheeler – Little Me                             |

### Sonderpreise (ohne Wettbewerb)
| Kategorie              | Preisträger                                   | Grund der Preisverleihung                             |
| Regional Theatre Award | Crossroads Theatre, New Brunswick, New Jersey |                                                       |
| Special Tony Award     | Arthur Miller                                 | Special Lifetime Achievement Tony Award               |
| Special Tony Award     | Uta Hagen                                     | Special Lifetime Achievement Tony Award               |
| Special Tony Award     | Isabelle Stevenson                            | Special Lifetime Achievement Tony Award               |
| Special Tony Award     | Fool Moon (Bill Irwin und David Shiner)       | Special Tony Award For a Live Theatrical Presentation |

## Statistik

### Mehrfache Nominierungen
- 9 Nominierungen: Parade
- 8 Nominierungen: Fosse
- 6 Nominierungen: Death of a Salesman und Not About Nightingales
- 5 Nominierungen: The Iceman Cometh, Swan Lake und Twelfth Night
- 4 Nominierungen: Footloose, It Ain’t Nothin’ But the Blues, Little Me, The Lonesome West und You’re a Good Man, Charlie Brown
- 3 Nominierungen: Annie Get Your Gun und Electra (Sophokles)
- 2 Nominierungen: Amy’s View, The Civil War, Marlene, Ring Round the Moon und Side Man

### Mehrfache Gewinne
- 4 Gewinne: Death of a Salesman
- 3 Gewinne: Fosse und Swan Lake
- 2 Gewinne: Annie Get Your Gun, Parade, Side Man und You’re a Good Man, Charlie Brown